# تشوي سونغ إيون
تشوي سونغ إيون (بالكورية: 최성은; من مواليد 17 يونيو 1996)؛ هي ممثلة كورية جنوبية. اشتهرت بأدوارها في الدراما التلفزيونية مثل إس إف 8 (2020)، ما وراء الشر (2021)، صوت السحر.

## النشأة والتعليم
وُلدت تشوي سونغ إيون في 17 يونيو 1996 في كوريا الجنوبية. تتكون عائلة تشوي من والديها وأخ أكبر وأخ أصغر. التحقت بمدرسة كايون الثانوية للفنون التابعة لقسم المسرح والسينما قبل قبولها في قسم التمثيل في جامعة كوريا الوطنية للفنون في عام 2015.

## المسار المهني

### بداياتها
بدأت تشوي التمثيل في الأفلام القصيرة وكممثلة مسرحية في مركز دوسان للفنون. في عام 2018، لعبت دور الخريف، فتاة تنتظر زرع عضو في مسرحية «حبوب في الدم». كطالبة جامعية، ظهرت تشوي كغلاف لمجلة جامعية شهيرة، اسمها مجلة لايف ماجزين كوليج تومورو العدد 853 لمدة 20 عامًا والتي لفتت انتباه مسؤولي الصناعة وشركات الترفية المختلفة. وفي يوليو 2018، وقعت تشوي رسميًا عقدًا حصريًا مع سالت إنترتينمنت لبدء حياتها المهنية رسميًا كممثلة مبتدئة.

### 2019- التمثيل لأول مرة
حصلت تشوي على أول دور رئيسي لها في فيلم روائي، بعد اجتيازها اختبار الاداء للفيلم الكوميدي شركة ناشئة (2019)، حيث لعبت دور الفتاة ذات الشعر الأحمر جو كيونغ جو. لأدائها في الفيلم، فازت بجائزة أفضل ممثلة جديدة من مهرجان تشونسا السينمائي وحصلت على ترشيح آخر بحفل «جوائز بويل فيلم» في كوريا الجنوبية.
في عام 2020، ظهرت تشوي في الفيلم القصير حرب الحملة 3. في أبريل من نفس العام، قدمت تشوي أول ظهور لها في في مسلسل من خلال دراما قناة ام بي سي "سي إف 8: (الحلقة 3-مجرة جوان). كما تم عرض فيلم عشرة أشهر خلال مهرجان جيونجو السينمائي الدولي الحادي والعشرين تحت فئة "السينما الكورية". في أغسطس 2020، وقعت تشوي عقد حصري مع آيس فكتوري.
في عام 2021، انضمت تشوي إلى دراما قناة JTBC ، ما وراء الشر بدور مالكة متجر جزارة مانيانغ يوو جاي يي. ترشحت لادئها في المسلسل لجائزة أفضل ممثلة جديدة في فئة التلفزيون بحفل جوائز بيكسانغ للفنون ال57. ، في أبريل 2021، انضمت تسوي إلى مسلسل «صوت السحر» على نتفليكس، حيث لعبت دور يون اه جنبًا إلى جنب مع جي تشانغ ووك وهوانغ ان يوب في أول دور رئيسي لها في مسلسل درامي. في أغسطس 2021، تم اختيار تشوي في فيلم منصة Wave الأصلي «انسان محترم» كمدعي عام كيم هوا جين، والذي من المقرر أن يتم عرضه لأول مرة في عام 2022، جنبًا إلى جنب مع جو جي هون وبارك سونغ وونغ. في أكتوبر 2021، طرح فيلمها بعنوان «عشرة أشهر»، في دور السينما.

## فيلموغرافيا

### افلام
| عام  | عنوان           | الدور       | ملاحظة      | مراجع         |
| ---- | --------------- | ----------- | ----------- | ------------- |
| 2019 | Start-Up        | سو كيونغ جو |             | [ 21 ]        |
| 2019 | Graduation Film | تشاي ايون   | افلام قصيرة | [ 22 ]        |
| 2019 | The Dog Days    | جاي ها      | افلام قصيرة | [ 23 ]        |
| 2019 | Pus             | ايون سو     | افلام قصيرة | [ 24 ]        |
| 2020 | Nipple War 3    | تشاي ايوث   | افلام قصيرة | [ 25 ] [ 26 ] |
| 2021 | Ten Months      | تشوي مي راي |             | [ 27 ] [ 28 ] |
|      | Gentleman       | كيم هوا جين | منصة wavve  | [ 29 ]        |
| 2024 | اسمي لو كيوان   |             |             |               |

### مسلسلات تلفزيونية
| عام  | عنوان        | قناة البث   | الدور      | ملاحظة   | المراجع |
| ---- | ------------ | ----------- | ---------- | -------- | ------- |
| 2020 | إس اف 8      | إم بي سي    | يي اوه     | الحلقة 3 | [ 30 ]  |
| 2021 | ما وراء الشر | جي تي بي سي | يوو جاي يي |          | [ 31 ]  |

### سلسلة ويب
| عام  | عنوان     | الشبكة  | الدور  | المراجع       |
| ---- | --------- | ------- | ------ | ------------- |
| 2022 | صوت السحر | نتفليكس | يون آي | [ 32 ] [ 33 ] |

### برامج
| عام  | عنوان      | الدوو        | المراجع |
| ---- | ---------- | ------------ | ------- |
| 2022 | شباب إم تي | طاقم التمثيل | [ 34 ]  |

## المسرح
| عام  | عنوان          | العنوان الكوري | الدور  | ملاحظة | Ref.   |
| ---- | -------------- | -------------- | ------ | ------ | ------ |
| 2018 | البذور في الدم | 피와 씨앗      | الخريف |        | [ 35 ] |

## الجوائز والترشيحات
| حفل                            | السنة | الفئة                        | مرشح / العمل | نتيجة | مراجع                |
| ------------------------------ | ----- | ---------------------------- | ------------ | ----- | -------------------- |
| جوائز بيكسانغ للفنون           | 2021  | أفضل ممثلة جديدة - تلفزيونية | ما وراء الشر | رُشِّح   | [ 36 ] [ 37 ] [ 38 ] |
| جوائز بويل للأفلام             | 2020  | أفضل ممثلة جديدة             | بدء          | رُشِّح   | [ 39 ]               |
| جوائز تشونسا للفنون السينمائية | 2020  | أفضل ممثلة جديدة             | بدء          | فوز   | [ 40 ]               |

## روابط خارجية
- تشوي سونغ إيون على موقع IMDb (الإنجليزية)
- تشوي سونغ إيون على موقع روتن توميتوز (الإنجليزية)
- تشوي سونغ إيون على موقع ألو سيني (الفرنسية)
- تشوي سونغ إيون على موقع ميوزك برينز (الإنجليزية)
- تشوي سونغ إيون على موقع قاعدة بيانات الفيلم (الإنجليزية)
- تشوي سونغ إيون على موقع كينوبويسك (الروسية)